# 匈牙利航空
匈牙利航空（匈牙利語：Magyar Légiközlekedési Vállalat / Malév），中文簡稱匈航，是匈牙利的国家航空公司，总部设在布达佩斯。以布达佩斯国际机场作为枢纽，通达34个国家中的50个城市。匈牙利航空曾經是寰宇一家的成員，已於2012年因破產而退出。

## 歷史
匈牙利航空前身是“Aero Rt.”（1910年成立）、“Magyar Æeroforgalmi Rt.”（MAEFORT）及“Magyar Légiforgalmi Rt.”（Malert），二次大戰後，隨著匈牙利民航服務停止而終止經營。
1946年3月29日，匈牙利航空隨著匈牙利-蘇維埃民用航空運輸聯合股份公司（Hungarian-Soviet Civil Air Transport Joint Stock Company，匈牙利語：Magyar-Szovjet Légiforgalmi Rt.，或稱Maszovlet）組成而正式成立，機隊初時擁有21座位的Li-2型客機及3座位的Po-2型空中的士。1950年，運作基地遷往新布達佩斯機場，直至現在。

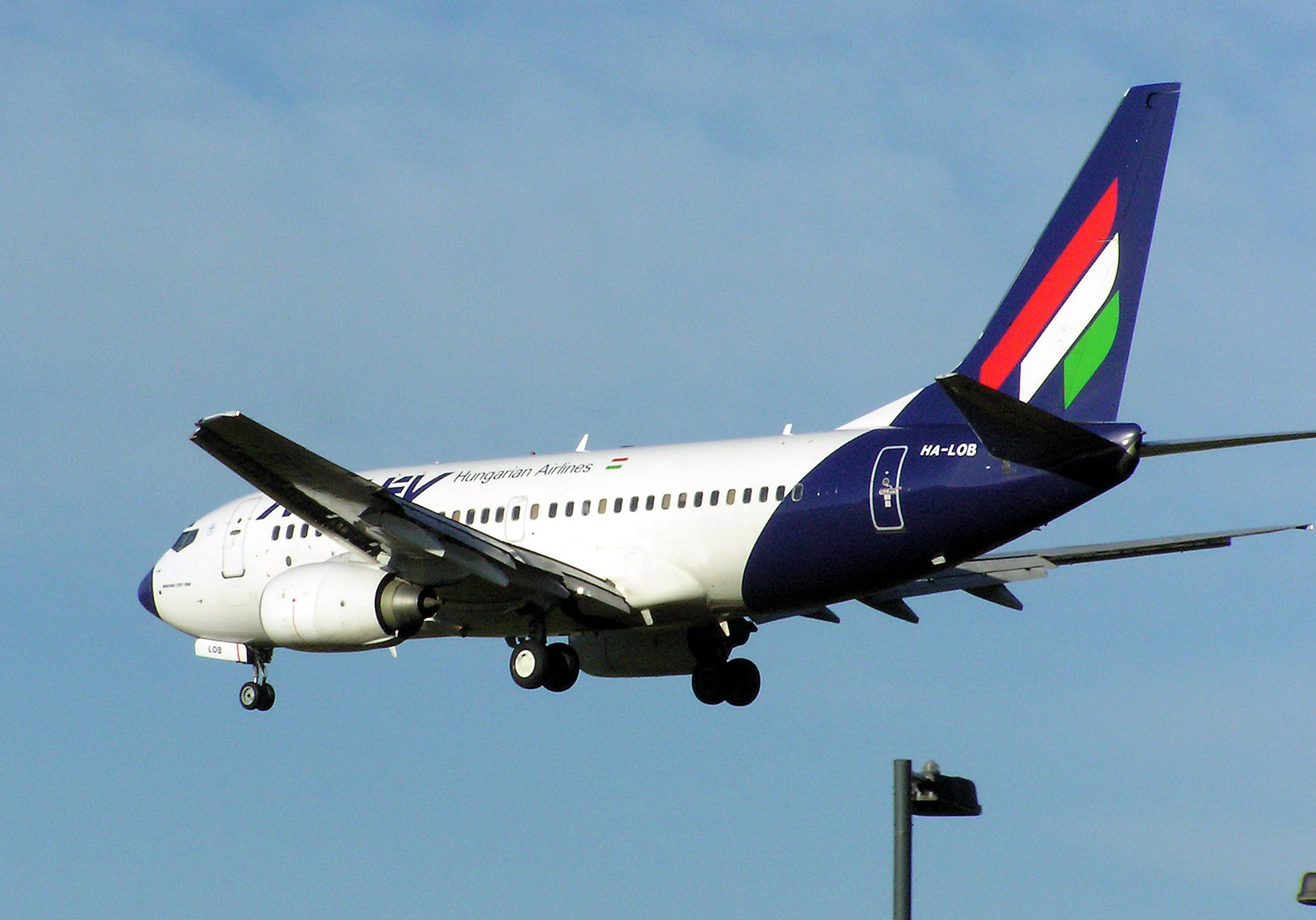
波音737-700

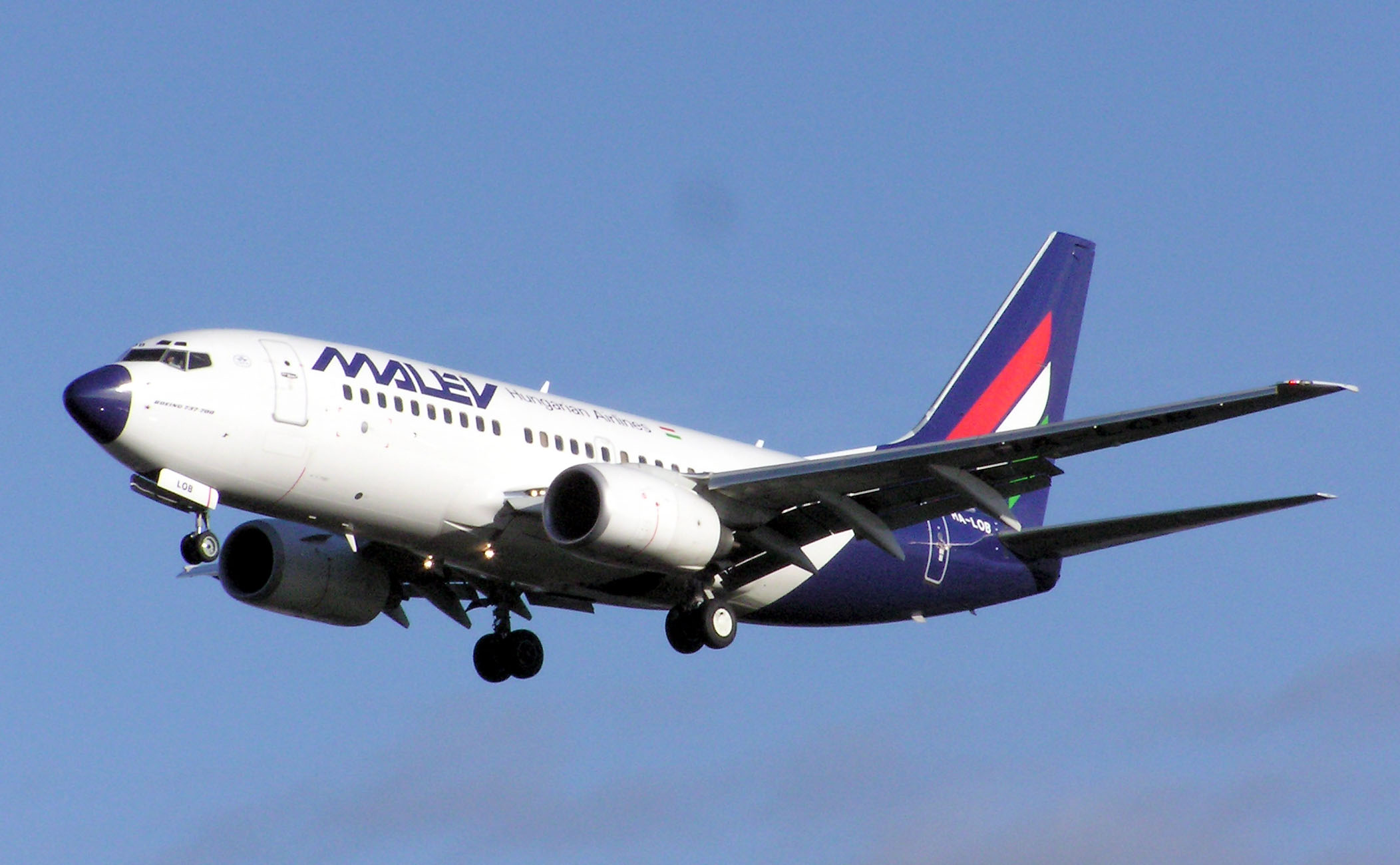
波音737-700

1956年11月25日，匈牙利購入所有Maszovlet原屬蘇聯的股份，現時的名稱－Malév正式誕生，並把航點擴展至鄰近國家及地區。1968年，購入前蘇聯製的圖-134型客機，服務中東航線。1988年，隨著首架西方製客機（波音737-200）加入機隊，匈牙利航空開始陸續淘汰前蘇聯製造的客機。最後一架前蘇聯製的客機是圖-154型，於2001年退出服務。
在2003年，匈牙利航空引入18架新一代波音737客機，以取代旗下的舊款737客機。同時，亦引入1架波音767-300ER、數架福克F70及龐巴迪CRJ-200型客機。
在1999年至2007年期間，匈牙利政府屬下持有Malév的99.5%股份，其餘0.5%由其他小股東擁有。政府多次嘗試把Malév私有化至AirBridge。
AirBridge在2007年2月擁有匈牙利航空的99.9%股權，僱員人數為2,975人。
2007年3月29日，匈牙利航空成為航空公司聯盟之一－寰宇一家的成員。
2012年2月3日，匈牙利航空因被歐盟要求償還由2007至2010年給予的380億援助金（相等於2010年的盈利），而宣布中止66年的營運。匈牙利航空中止營運時，其債項高達600億福林（約2億7050萬美元）

## 機隊

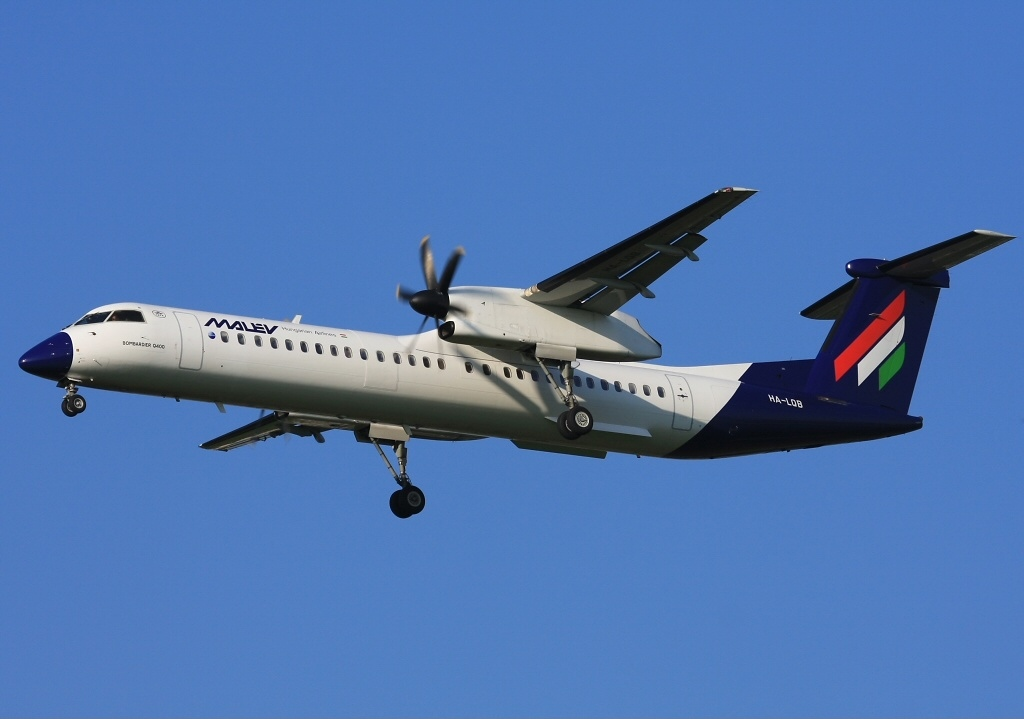
匈牙利航空的龐巴迪Dash 8 Q400

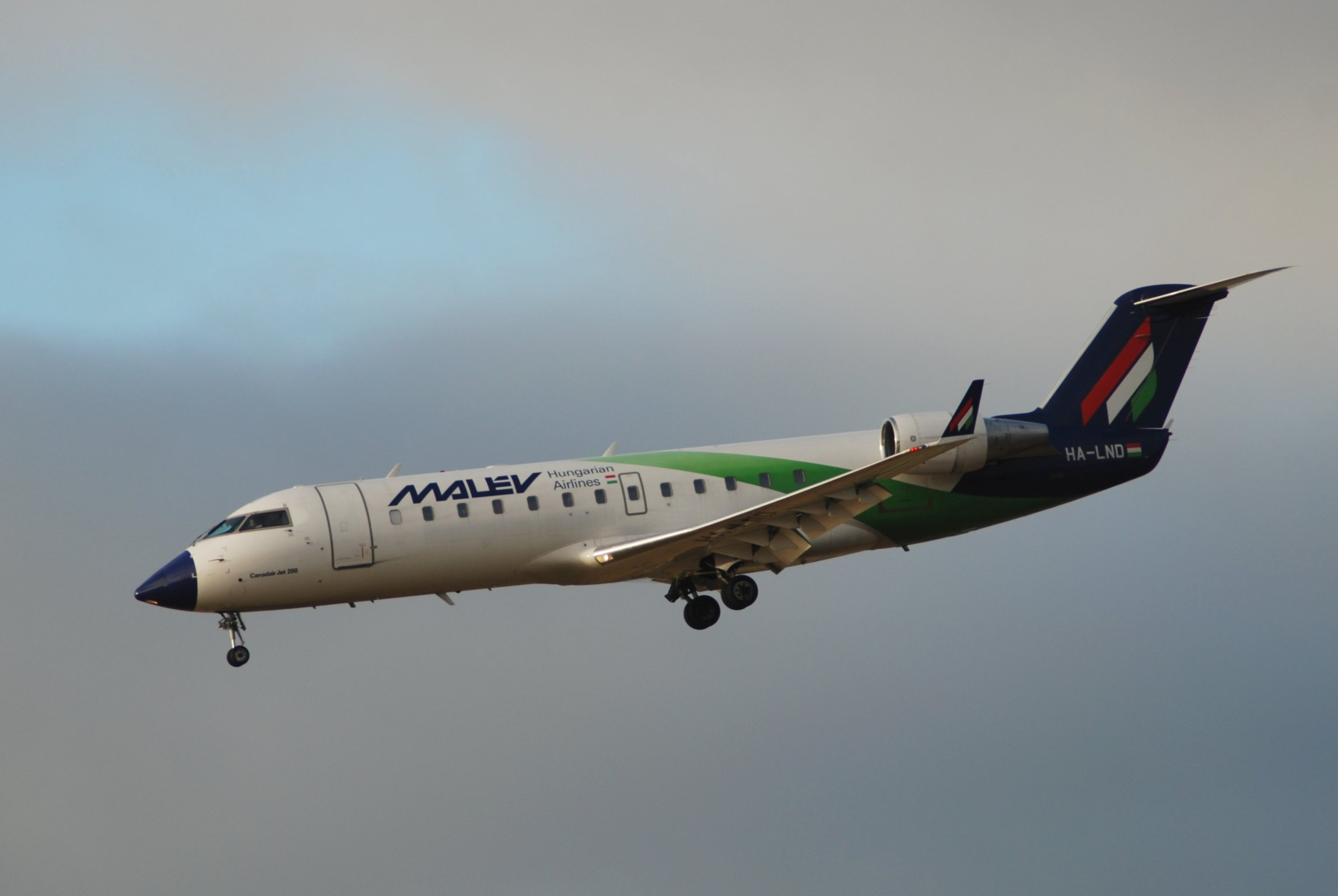
匈牙利航空的龐巴迪CRJ200

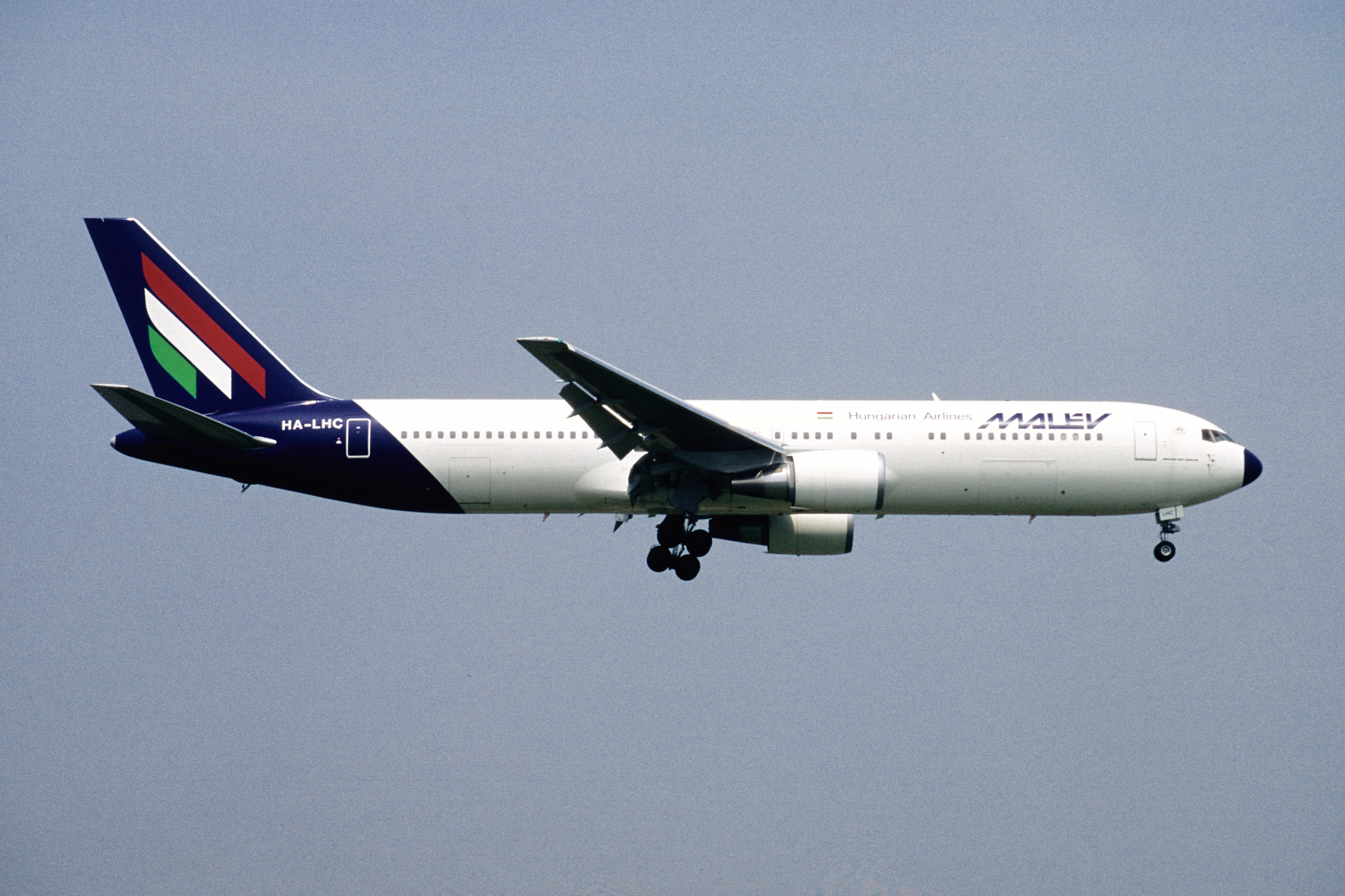
匈牙利航空的波音767-300ER

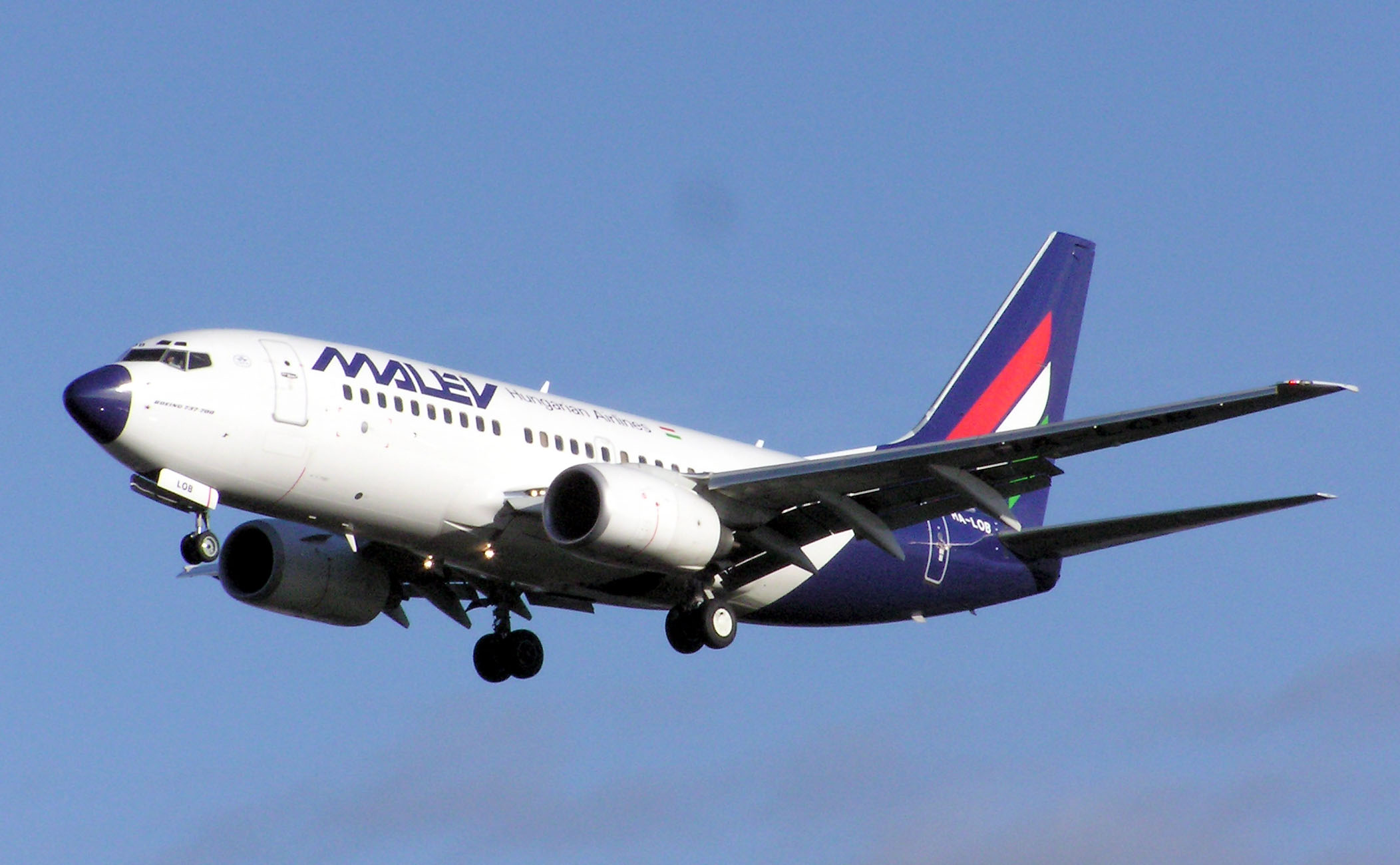
匈牙利航空的波音737-700正在降落於倫敦希斯路機場(2005)

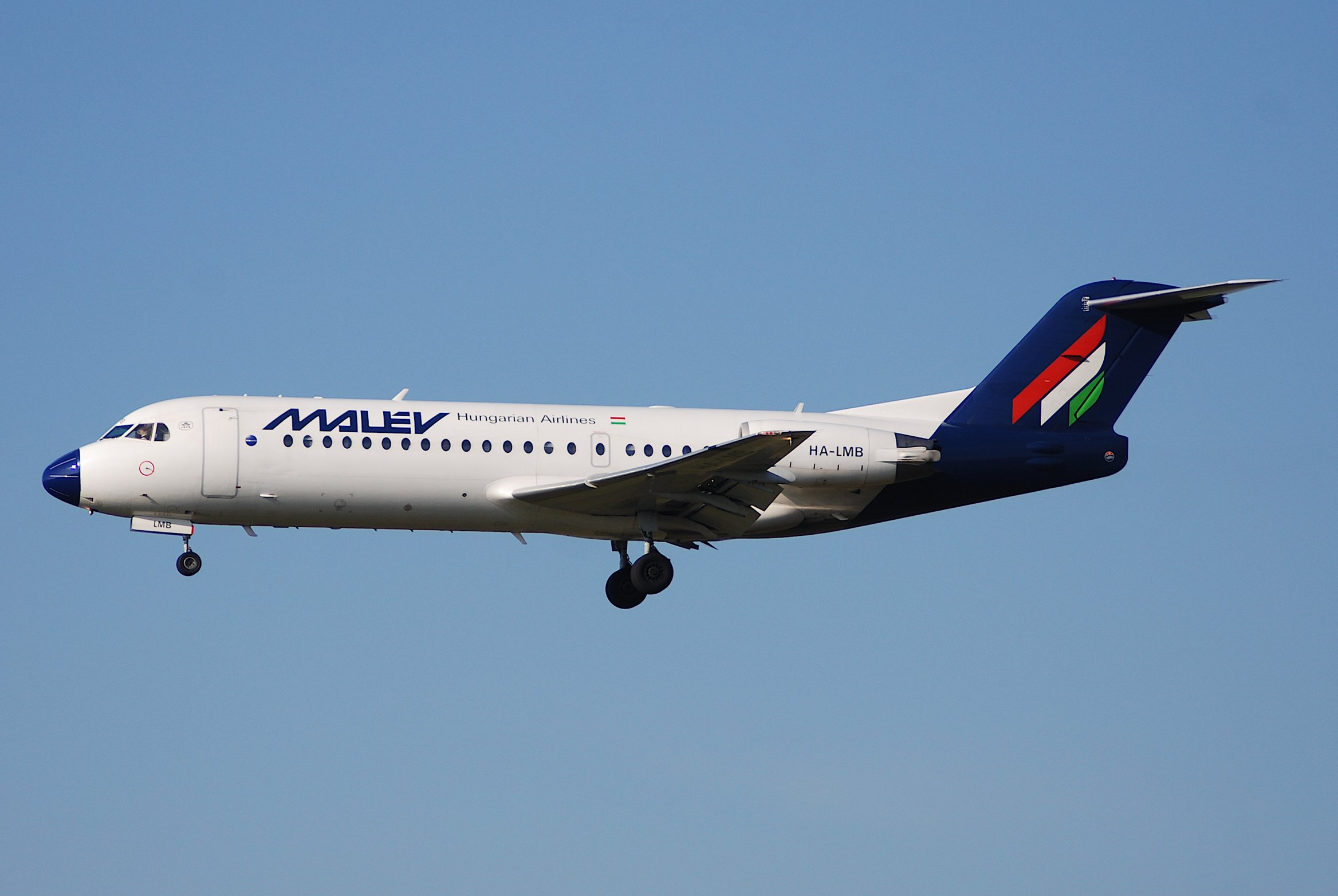
匈牙利航空的Fokker 70

截至2011年1月31日，匈牙利航空的機隊如下：
截至2010年11月30日匈牙利航空機隊的平均機齡是7.1年。（ （页面存档备份，存于））